# 鹿蹄草婆婆纳
鹿蹄草婆婆纳（学名：Veronica piroliformis），为車前草科婆婆纳属下的一个种。

## 扩展阅读
維基物種上的相關：鹿蹄草婆婆纳